# Abdel Hakim al-Hasidi
Abdel Hakim al-Hasidi (nacido en Libia en ?) es un destacado miembro del Grupo Islámico Combatiente Libio y un comandante de las fuerzas antigadafistas en la guerra civil de Libia de 2011.

## Biografía
De acuerdo al Wall Street Journal al-Hasidi pasó cinco años en un campo de entrenamiento de Afganistán. En 2002 al-Hasidi fue capturado en Peshawar, Pakistán, y más tarde pasó a manos de las fuerzas armadas estadounidenses. Posteriormente fue encarcelado en Libia antes de su liberación en 2008. En marzo de 2011, según informó el diario italiano Il Sole 24 Ore, al-Hasidi declaró que había luchado contra "la invasión extranjera" de Afganistán. 
En la misma entrevista al-Hasidi dijo que sus combatientes tenían vínculos con la organización islamista y terrorista Al Qaeda. Durante la guerra civil de Libia al-Hasidi comandó la Brigada de Mártires de Abu Salim, que consistía en 300 reclutas de Derna, Libia.

### Política
En 2012, al-Hasidi se postuló para un cargo local en Derna.

### Entrevistas
- Anthony Shadid (7 de marzo de 2011). «Diverse Character in City Qaddafi Calls Islamist». The New York Times.
- Sara Daniel (14 de abril de 2011). «Libye "Si l'Occident ne nous aide pas à éliminer Kadhafi..."». sara-daniel.com (en francés). Archivado desde el original el 28 de octubre de 2013. Consultado el 29 de julio de 2013.
- Rod Nordland (24 de abril de 2011). «Libyan, Once a Detainee, Is Now a U.S. Ally of Sorts». The New York Times.